# Kiko Zambianchi (álbum)
Kiko Zambianchi é o terceiro álbum de Kiko Zambianchi, gravado e lançado em 1987 pela EMI.

## Faixas
| N.º | Título                                | Compositor(es)                       | Duração |  |
| 1.  | "Estreia"                             | Kiko Zambianchi                      | 3:44    |  |
| 2.  | "Você Perde"                          | Kiko Zambianchi                      | 3:57    |  |
| 3.  | "Tina"                                | Kiko Zambianchi                      | 4:19    |  |
| 4.  | "Só Você Não Sabe"                    | Kiko Zambianchi / Zé Luiz Zambianchi | 3:42    |  |
| 5.  | "Sempre Achei Que Isso Não Era Legal" | Kiko Zambianchi                      | 4:05    |  |
| 6.  | "Limousine"                           | Kiko Zambianchi                      | 3:50    |  |
| 7.  | "Mexendo Com Fogo"                    | Kiko Zambianchi                      | 4:28    |  |
| 8.  | "Álibi é Sorte"                       | Kiko Zambianchi                      | 4:27    |  |
| 9.  | "Prazer Geral"                        | Kiko Zambianchi                      | 4:06    |  |